# Paul Saint-Martin (cuisinier)
Pour les articles homonymes, voir Paul Saint-Martin.
Paul Saint-Martin est un maître d'hôtel et cuisinier français né le 19 février 1865 à Villefranche-de-Lauragais et décédé le 31 mars 1951 à Jugazan. Il est également l'auteur d'un livre de cuisine.

## Présentation
Sa réputation lui vaut le surnom de « Vatel landais ». 

### Famille
II est le fils de Jean Saint-Martin, également maître d'hôtel, décédé à Mont-de-Marsan en 1890. C'est aussi dans cette ville qu'il se marie l'année suivante à Thérèse Maisonnabe. Le couple a deux filles, Odette et Suzanne. Germaine Duranteau, épouse Campagne, fille d'Odette, est maire d'Arthez-d'Armagnac.

### Carrière
Paul Saint-Martin travaille comme maître d'hôtel au Tabary's Restaurant, à Paris et à l'hôtel Continental, à Biarritz, qui accueille notamment une clientèle d'aristocrates britanniques, . Il devient cuisinier du roi Edouard VII d'Angleterre puis tient à Mont-de-Marsan un établissement de luxe, l'hôtel Richelieu jusqu'au 25 septembre 1934. Par la suite, il dirige l'hôtel du Lac à Hossegor. Cuisinier d'exception, sa table acquiert une haute réputation au point de lui valoir le surnom de « Vatel landais ». Il publie en 1937 un livre contenant ses meilleures recettes de cuisine. Un dessin de Gaston Rémy illustre la couverture où le maître d'hôtel est croqué devant l'hôtel du Lac. Il est un temps propriétaire du château de Monval, à Bretagne-de-Marsan, avant de prendre sa retraite en Gironde.

### Publication
- Paul Saint-Martin : Ses meilleures recettes de cuisine, Mont-de-Marsan, Jean Lacoste, 1937, 202 p.

## Galerie

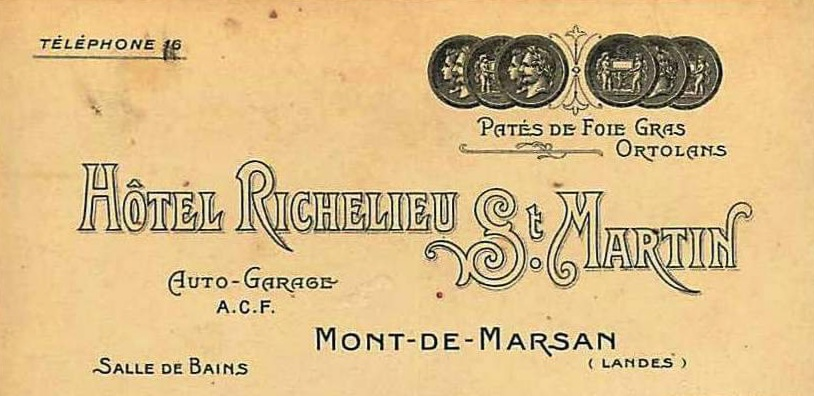
Carte de l'hôtel Richelieu - Saint-Martin à Mont-de-Marsan (avant 1934)